# Spheneria kegelii
Spheneria  es un género monotípico de plantas herbáceas de la familia de las gramíneas o poáceas.  Su única especie, Spheneria kegelii, es originaria de Sudamérica tropical. 

## Descripción
Es una pequeña y delicada planta perenne; cespitosa, con culmos no ramificados anteriores. Los nodos de los culmos glabros. Con entrenudos  sólidos. Hojas en su mayoría basales ; no auriculadas. la lámina de la hoja estrecha; setaceas (pilosas); sin venación. La lígula presente; es una membrana ciliada (irregular, pequeña, con una franja visible adyacente en la lámina) ; de 0,25 mm de largo. Son plantas bisexuales, con espiguillas bisexuales; con los floretes hermafroditas. Las inflorescencia de ramas principales espigadas; con, raquis delgados delicados. Con pocas ramas de la inflorescencia primaria. 

## Taxonomía
Spheneria kegelii fue descrita por (Müll.Hal.) Pilg. y publicado en Repertorium Specierum Novarum Regni Vegetabilis 26(15): 228. 1929.
Sinonimia
- Anastrophus setifolius (Döll) Nash
- Paspalum kegelii C.Muell.
- Paspalum setifolium Döll
- Spheneria setifolia (Döll) Kuhlm.[3][4]